# POPULOUS (設計事務所)
POPULOUS（ポピュラス）は、アメリカ合衆国ミズーリ州カンザスシティに本社を持つ、スポーツ施設及びコンベンションセンターなどの設計を専門とする設計事務所、建設コンサルタント。旧名はHOK Sport Venue Event。
創立以来、全米最大手の建築設計事務所HOK Groupの一部として活動してきたが、2009年1月から独立しPOPULOUSとなった。2009年1月現在、アメリカ国内ではニューヨーク、デンバー、ナッシュビル、ノックスビル。国外ではロンドン、ブリスベン（オーストラリア）、香港、ニューデリー、オークランドなどに支社を持つ。
特に同社は1992年にオープンしたオリオールパーク・アット・カムデンヤーズを含め、それ以降に建てられた19メジャーリーグボールパークの中16球場のデザイン及び設計を手がけたことで知られている。2009年4月にオープンした、ヤンキー・スタジアム及びニューヨークメッツの本拠地であるシティ・フィールドも同社の設計によるもの。また、2022 FIFAワールドカップの決勝戦を開催したルサイル・アイコニック・スタジアムをイギリスのFoster + Partnersと共同で設計した。
設計以外の分野でもNFL スーパーボウルのイベント企画、マネージメント並びにオリンピック招致都市のコンサルティングなど、建築関連の分野で幅広く活動している。

## スポーツ施設

### 野球

#### MLB
- トロピカーナ・フィールド - セントピーターズバーグ, フロリダ - タンパベイ・レイズ (1990)
- ギャランティード・レート・フィールド - シカゴ, イリノイ - シカゴ・ホワイトソックス (1991)
- オリオール・パーク・アット・カムデン・ヤーズ - ボルチモア, メリーランド - ボルチモア・オリオールズ (1992)
- プログレッシブ・フィールド - クリーブランド, オハイオ - クリーブランド・ガーディアンズ (1994)
- クアーズ・フィールド - デンバー, コロラド - コロラド・ロッキーズ (1995)
- エンゼル・スタジアム・オブ・アナハイム - アナハイム, カリフォルニア - ロサンゼルス・エンゼルス (1998)(改修)
- コメリカ・パーク - デトロイト, ミシガン - デトロイト・タイガース (2000)
- ダイキン・パーク - ヒューストン, テキサス - ヒューストン・アストロズ (2000)
- オラクル・パーク - サンフランシスコ, カリフォルニア - サンフランシスコ・ジャイアンツ (2000)
- PNCパーク - ピッツバーグ, ペンシルベニア - ピッツバーグ・パイレーツ (2001)
- グレート・アメリカン・ボール・パーク - シンシナティー, オハイオ - シンシナティ・レッズ (2003)
- シチズンズ・バンク・パーク - フィラデルフィア, ペンシルベニア (Ewing Cole Cherry Brott of Philadelphiaとの合弁プロジェクト) - フィラデルフィア・フィリーズ (2004)
- ペトコ・パーク - サンディエゴ, カリフォルニア - サンディエゴ・パドレス (2004)
- ブッシュ・スタジアム - セントルイス, ミズーリ - セントルイス・カージナルス (2006)
- リグレー・フィールド - シカゴ, イリノイ - シカゴ・カブス (2006)(改修)
- ナショナルズ・パーク - ワシントンD.C.- ワシントン・ナショナルズ (2008)
- シティ・フィールド - ウィレッツポイント　-　フラッシング, クイーンズ, ニューヨーク - ニューヨーク・メッツ (2009)
- ヤンキー・スタジアム - ブロンクス, ニューヨーク - ニューヨーク・ヤンキース (2009)
- ターゲット・フィールド - ミネアポリス, ミネソタ - ミネソタ・ツインズ (2010)
- ローンデポ・パーク - マイアミ,フロリダ - マイアミ・マーリンズ (2012)
- レイズ・ポールパーク　（英語） - セント・ピータースバーグ, フロリダ - タンパベイ・レイズ (提案段階)

### バスケットボール

#### NBA
- ブラッドリー・センター, ミルウォーキー, ウィスコンシン - ミルウォーキー・バックス (1988)
- ユナイテッド・センター, シカゴ, イリノイ - シカゴ・ブルズ (1996)
- ペプシ・センター, デンバー, コロラド - デンバー・ナゲッツ
- フィリップス・アリーナ, アトランタ, ジョージア - アトランタ・ホークス
- エア・カナダ・センター, トロント, オンタリオ,　カナダ - トロント・ラプターズ (1999)
- トヨタ・センター, ヒューストン, テキサス - ヒューストン・ロケッツ (2003)
- プルデンシャル・センター, ニューアーク, ニュージャージー - ニュージャージー・ネッツ
- アムウェイ・センター, オーランド, フロリダ - オーランド・マジック (2010)

### アメリカンフットボール

#### NFL
- サンライフ・スタジアム, マイアミガーデンズ,　フロリダ - マイアミ・ドルフィンズ (1987)
- エバーバンク・フィールド, ジャクソンビル,　フロリダ - ジャクソンビル・ジャガーズ (1995)
- バンク・オブ・アメリカ・スタジアム, シャーロット,　ノース・カロライナ - カロライナ・パンサーズ (1996)
- レイモンド・ジェームス・スタジアム, タンパ,　フロリダ - タンパベイ・バッカニアーズ (1996)
- フェデックス・フィールド, ランドーバー,　メリーランド - ワシントン・コマンダース (1997)
- M&Tバンク・スタジアム, ボルチモア,　メリーランド - ボルチモア・レイブンズ (1998)
- LPフィールド, ナッシュビル,　テネシー - テネシー・タイタンズ (1999)
- クリーブランド・ブラウンズ・スタジアム, クリーブランド,　オハイオ - クリーブランド・ブラウンズ (1999)
- ハインツ・フィールド, ピッツバーグ,　ペンシルベニア - ピッツバーグ・スティーラーズ (2001)
- ジレット・スタジアム, フォックスボロ,　マサチューセッツ - ニューイングランド・ペイトリオッツ (2002)
- リライアント・スタジアム, ヒューストン,　テキサス - ヒューストン・テキサンズ (2002)
- ユニバーシティ・オブ・フェニックス・スタジアム, グランデール,　アリゾナ - アリゾナ・カーディナルズ (2006)

### NHL
- ホンダセンター, アナハイム, カリフォルニア - アナハイム・ダックス (1993)
- ユナイテッド・センター, シカゴ, イリノイ - シカゴ・ブラックホークス (1996)
- ブリヂストン・アリーナ, ナッシュビル, テネシー - ナッシュビル・プレデターズ (1996)
- エア・カナダ・センター, トロント, オンタリオ, カナダ - トロント・メープルリーフス (1999)
- ペプシ・センター, デンバー, コロラド - コロラド・アバランチ (1999)
- フィリップス・アリーナ, アトランタ, ジョージア - アトランタ・スラッシャーズ (1999)
- エクセル・エナジー・センター, セントポール, ミネソタ - ミネソタ・ワイルド (2000)
- ジョビング・ドットコム・アリーナ, グレンデール, アリゾナ - フェニックス・コヨーテズ (2003)
- プルデンシャル・センター, ニューアーク, ニュージャージー - ニュージャージー・デビルス (2007)
- コンソル・エナジー・センター, ピッツバーグ, ペンシルベニア - ピッツバーグ・ペンギンズ (2010)

### サッカー
| スタジアム                                 | 所在地                 | ホームチーム                   | 開場   |
| ------------------------------------------ | ---------------------- | ------------------------------ | ------ |
| カークリーズ・スタジアム                   | ハダースフィールド     | ハダースフィールド・タウンFC   | 1994年 |
| タフシート・コミュニティ・スタジアム       | ボルトン               | ボルトン・ワンダラーズFC       | 1997年 |
| エスタディオ・ダ・ルス                     | リスボン               | SLベンフィカ                   | 2003年 |
| エスタディオ・アルガルヴェ                 | ローレ                 | ロウレターノDC                 | 2003年 |
| エミレーツ・スタジアム                     | ロンドン               | アーセナルFC                   | 2006年 |
| スタジアム MK                              | ミルトン・キーンズ     | ミルトン・キーンズ・ドンズFC   | 2007年 |
| ウェンブリー・スタジアム                   | ロンドン               | イングランド代表               | 2007年 |
| ディックス・スポーティング・グッズ・パーク | デンバー               | コロラド・ラピッズ             | 2007年 |
| アスタナ・アリーナ                         | アスタナ               | FCアスタナ カザフスタン代表    | 2009年 |
| エスタディオ・アクロン                     | グアダラハラ           | CDグアダラハラ                 | 2010年 |
| アビバ・スタジアム                         | ダブリン               | アイルランド共和国代表         | 2010年 |
| チルドレンズ・マーシー・パーク             | カンザスシティ         | スポルティング・カンザスシティ | 2011年 |
| フレンズ・アレーナ                         | ストックホルム         | スウェーデン代表               | 2012年 |
| シェル・エナジー・スタジアム               | ヒューストン           | ヒューストン・ダイナモ         | 2012年 |
| アレーナ・ダス・ドゥーナス                 | ナタール               | アメリカFC                     | 2013年 |
| アク・バルス・アレーナ                     | カザン                 | FCルビン・カザン               | 2013年 |
| エスタディオBBVA                           | モンテレイ             | CFモンテレイ                   | 2015年 |
| グルパマ・スタジアム                       | デシーヌ＝シャルピュー | オリンピック・リヨン           | 2016年 |
| エクスプロリア・スタジアム                 | オーランド             | オーランド・シティSC           | 2017年 |
| アウディ・フィールド                       | ワシントンD.C.         | D.C. ユナイテッド              | 2018年 |
| トッテナム・ホットスパー・スタジアム       | ロンドン               | トッテナム・ホットスパーFC     | 2019年 |
| アリアンツ・フィールド                     | セントポール           | ミネソタ・ユナイテッドFC       | 2019年 |
| TQLスタジアム                              | シンシナティ           | FCシンシナティ                 | 2021年 |
| ルサイル・アイコニック・スタジアム         | アッ＝ザアーイン       | カタール代表                   | 2021年 |
| ジオディス・パーク                         | ナッシュビル           | ナッシュビルSC                 | 2022年 |

### ラグビー
- サンコープ・スタジアム, ブリスベン, オーストラリア - ラグビーワールドカップ2003
- ロビーナ・スタジアム, ゴールドコースト, オーストラリア
- アビバ・スタジアム, ダブリン, アイルランド- ラグビーアイルランド代表(サッカーアイルランド共和国代表も)

### テニス
- センターコート（ウィンブルドン）, ロンドン

### モータースポーツ
- ドバイ・オートドローム (2004)
- シルバーストン・サーキット (2010 改修のみ)

### オリンピック
- スタジアム・オーストラリア, シドニー - シドニーオリンピック
- ロンドン・スタジアム, ロンドン - ロンドンオリンピック

### 多目的アリーナ
- O2アリーナ, ロンドン
- The O2, ダブリン, アイルランド
- アラモドーム, サンアントニオ, テキサス
- マンチェスター・ベロドローム, マンチェスター, イングランド
- ウエストパック・スタジアム, ウェリントン, ニュージーランド
- クローク・パーク, ダブリン, アイルランド

## コンベンションセンター,　市民会館
- フェニックス・コンベンション・センター - フェニックス, アリゾナ, アメリカ合衆国 (2008)
- グランド・リバー・イベント・センター - ドビューク, アイオワ, アメリカ合衆国 (2003)
- アイオワ・イベント・センター -　デモイン, アイオワ, アメリカ合衆国 (2005)
- ピオリア・シビック・センター 増築 - ピオリア,　イリノイ, アメリカ合衆国 (2007)

## イベント企画,運営

### オリンピック
- 1996 アトランタ, ジョージア, アメリカ
- 2000 シドニー, ニュー・サウス・ウェールズ, オーストラリア
- 2002 ソルトレイクシティ, ユタ, アメリカ合衆国
- 2004 アテネ, ギリシャ
- 2006 トリノ, イタリア
- 2008 北京, 中国
- 2010 バンクーバー, ブリティッシュ・コロンビア, カナダ
- 2012 ロンドン, イギリス
- 2014 ソチ, ロシア
- 2016 リオデジャネイロ,ブラジル

### NFL
- 1983 — Super Bowl XVII - パサディナ,　カリフォルニア
- 1986 — Super Bowl XX - ニューオーリンズ, ルイジアナ
- 1990-1992 — NFL American Bowl - ベルリン, ドイツ
- 1994 — Super Bowl XXVIII - アトランタ, ジョージア
- 2002-2007 — NFL Pro Bowl - ホノルル, ハワイ
- 2004 — Super Bowl XXXVIII ヒューストン, テキサス
- 2005 — Super Bowl XXXIX - ジャクソンビル, フロリダ
- 2006 — Super Bowl XL - デトロイト, ミシガン
- 2007 — Super Bowl XLI - マイアミ・ガーデンズ, フロリダ
- 2008 — Super Bowl XLII - グランデール, アリゾナ
- 2009 — Super Bowl XLIII - タンパ, フロリダ
- 2010 — Super Bowl XLIV - マイアミ, フロリダ

### サッカー （イベント）
(抜粋)
- 1986 — フィファ/ユニセフ·ワールド·オールスタ·ーゲーム - ロサンゼルス, カリフォルニア, アメリカ合衆国
- 1994 — ワールド·カップ　1994 - アメリカ合衆国
- 1996 — メジャーリーグサッカー 初回大会 - サンノゼ, カリフォルニア, アメリカ合衆国
- 1998 — ワールド·カップ　1998 - トゥールーズ, フランス
- 2002 — ワールド·カップ　2002 - 日本/韓国